# 点头妈祖宫
点头妈祖宫，位于中国福建省福鼎市点头镇海干路，明代始建，清康熙年间（1662—1722年）重建，乾隆二十年（1755年）重修。占地面积527.5平方米，由正辕门（八字门）、亭阁、天井、厢廊、正殿等几个部分组成。正辕门为重檐悬山顶木质构造，正殿斗拱、雀替、梁枋用料粗大，雕刻精美。宫前大埕开阔，旗杆通高近10米，由石座、双层石斗和石柱组成，中斗四面刻有“天上圣母”四字，并镌刻“光绪二年丙子季秋吉旦”和“十五都扆山点头社公建”字样。2009年11月16日公布为第七批福建省文物保护单位。